# Areszt Śledczy w Sanoku
Areszt Śledczy w Sanoku – zlokalizowany pod adresem Zaułek Dobrego Wojaka Szwejka 4 w Sanoku.

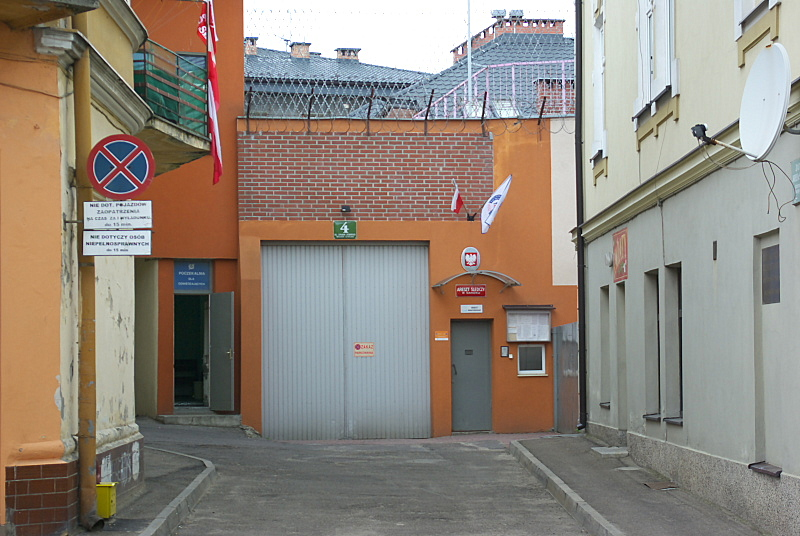
Wejście do aresztu z kierunku wschodniego, od strony Zaułku Dobrego Wojaka Szwejka

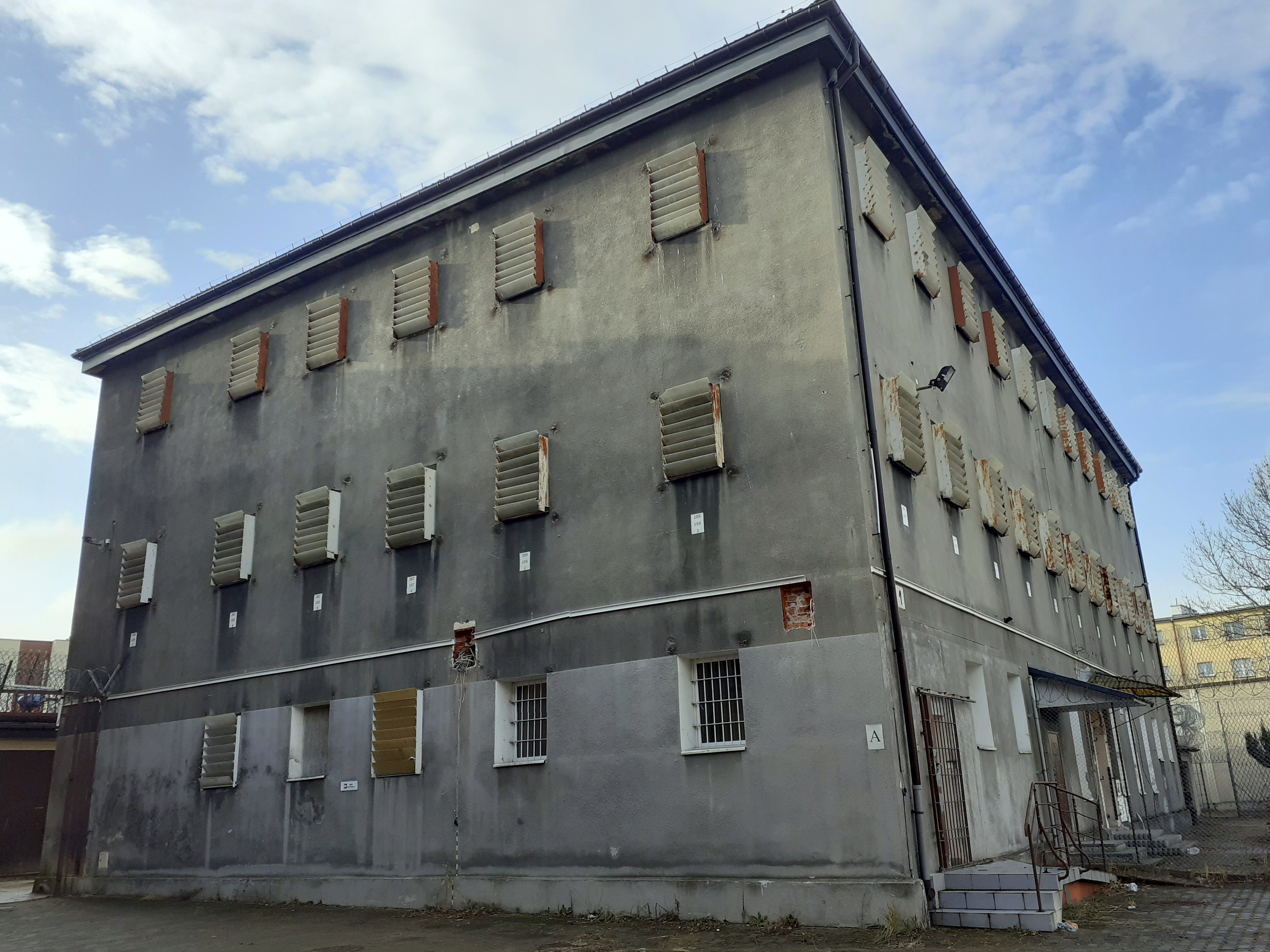
Budynek więzienny (2019)

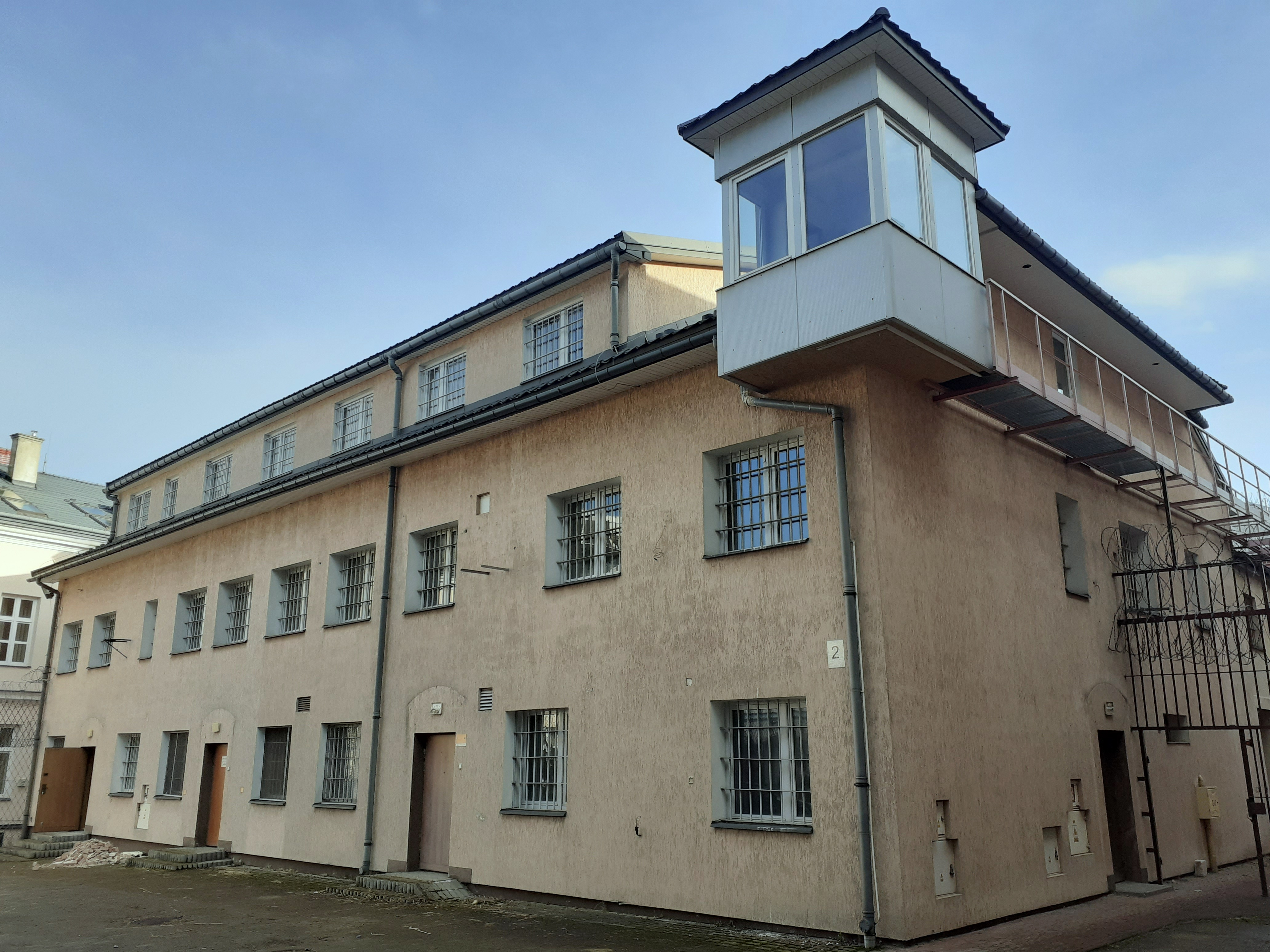
Budynek więzienny (2019)

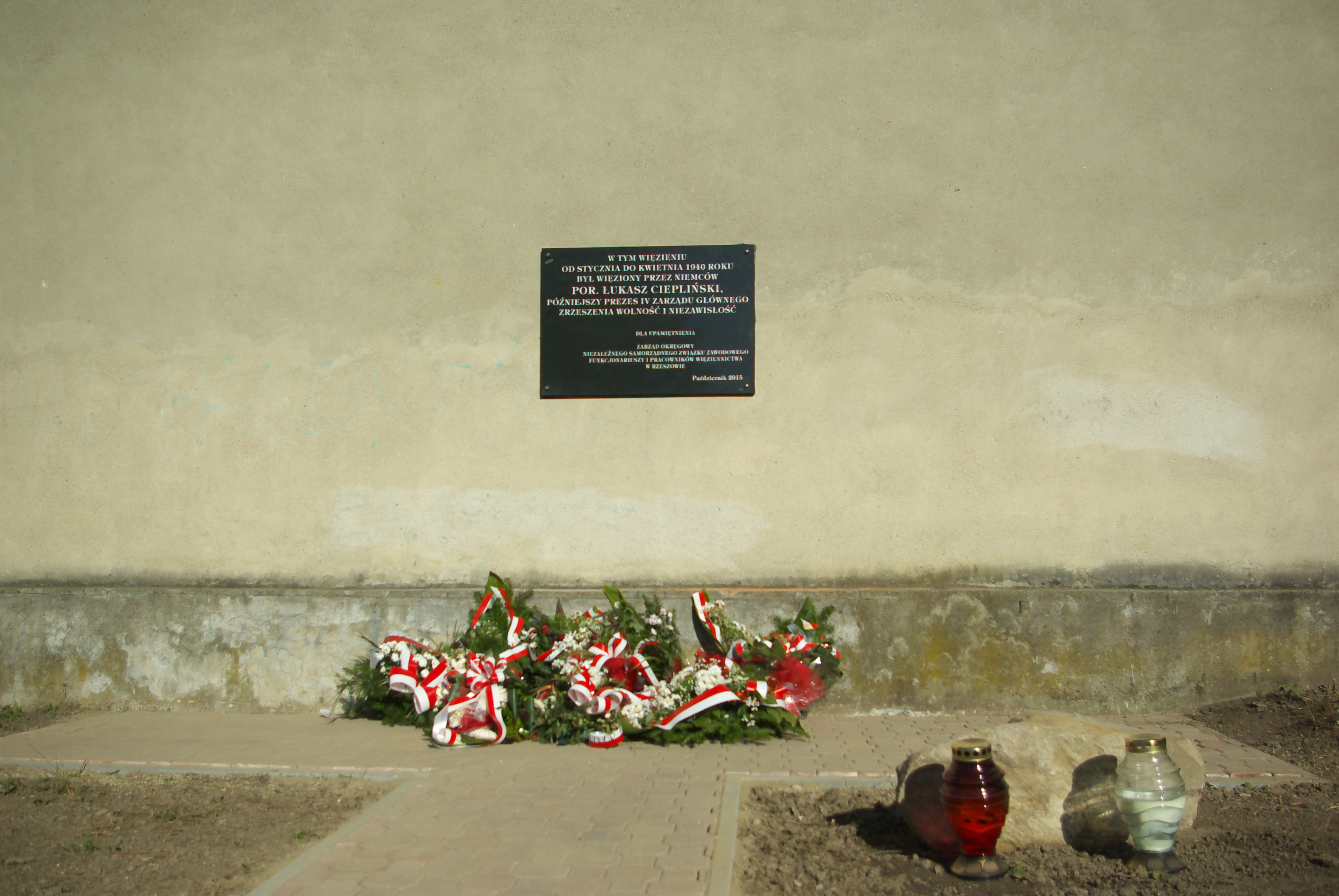
Tablica upamiętniająca Łukasza Cieplińskiego na murze okalającym areszt

## Historia więzienia
Początki istnienia więzienia i aresztu w Sanoku sięgają średniowiecza. Pierwszym więzieniem na terenie miasta był zamek starostów sanockich. Od początku XV do połowy XVI wieku na zamku miał siedzibę Urząd Grodzki ze starostą oraz sądy: grodzki, ziemski i Sąd Wyższy Prawa Niemieckiego (Magdeburskiego). Zamek był dwukondygnacyjny, w piwnicach odbywały się posiedzenia sądów, natomiast drugie górne piętra przeznaczone były dla oficjalistów. Obok stała wieża, w której odbywali kary skazani za przewinienia. Wyroki na karę ścięcia i tortury przeprowadzał kat z Biecza, odbywały się one pod zamkiem w przekopie miejskiej, skazani na szubienicę jechali na wzgórze Glinicy.
W okresie Królestwa Galicji władze cesarskie cyrkułu sanockiego przejęły część pomieszczeń klasztornych i utworzyły w nich areszt, wobec stałego braku więzienia na terenie miasta i tzw. sąd cyrkularny (powiatowy). Ostatni więźniowie opuścili mury klasztorne z chwilą oddania do użytku domu więziennego, co nastąpiło 1 października 1887. Zarząd nad tą placówką aż do 1924 sprawował sąd, którego główny gmach oddano w roku 1895, władze sądownicze zapewniały także obsadę kadrową.
Przy utworzonym w 1887 C. K. Sądzie Obwodowym w Sanoku działali komendanci więzienia (etatowi sędziowie): Michał Chorzemski, Roman Jamiński (1890, 1891, 1891, 1892, 1893, 1894), Józef Paszkiewicz (1912). Na przełomie XIX/XX wieku lekarzem więziennym przy C. K. Sądzie Obwodowym w Sanoku był dr Karol Zaleski. Na terenie więzienia regularnie zdarzały się przypadki zachorowań chorób zakaźnych, którymi ofiarami były zatrudnione tam osoby. W maju 1888 w gmachu sądu wybuchła epidemia tyfusu, w wyniku której zmarło kilka osób. W Sanoku działało miejscowe Towarzystwo Opieki nad Więźniami, które ze swoich składek udzielało wsparcia osadzonym po odbyciu przez nich kary w sanockim więzieniu. W dniach od 15 lutego do 15 kwietnia 1912 odbywał się w Sanoku kurs ogrodniczo-pszczelniczy dla więźniów w Sanoku, podczas którego wykłady i ćwiczenia praktyczne prowadzili profesor gimnazjalny Ludwik Sikora w zakresie ogrodnictwa oraz sędzia Bolesław Gawiński w dziedzinie pszczelarstwa, od 15 marca do 1 czerwca 1913 trwał kurs ogrodniczo-rolniczy, prowadzony przez Sikorę.
W okresie II Rzeczypospolitej z dniem 1 stycznia 1926 dotychczasowy zarządca domu więziennego w Sanoku Mikołaj Marian Antoniewicz został mianowany naczelnikiem tegoż więzienia. W latach 30. Więzienie Karno-Śledcze w Sanoku funkcjonowało pod adresem ulicy Tadeusza Kościuszki 5. W okresie międzywojennym przetrzymywano w nim kilkudziesięciu organizatorów i demonstrantów Marszu Głodnych z roku 1930, w tym kandydata na posła z Posady Olchowskiej Kazimierza Wnękowskiego, spośród wielu skazanych Jan Huczko usłyszał wówczas wyrok 2,5 roku więzienia. Dwa lata później zatrzymano w nim prowodyrów „powstania chłopskiego” w powiecie leskim (21 czerwca – 9 lipca 1932), w tym skazanych na karę śmierci oraz chłopów, wielu chorych i pobitych z pobliskich wsi Ulucz, Dydnia, Temeszów i Dynowa za udział w strajkach z roku 1937. Pojemność więzienia na ówczesne warunki ustalona została na 239 osób. Kapelanem w więzieniu był ks. Jakub Mikoś. W 1933 naczelnikiem więzienia był podkomisarz SW, Władysław Władyka, do 1937 naczelnikiem więzienia był podkomisarz SW Jerzy Fries. W październiku 1937 została udaremniona ucieczka z więzienia siedmiu osadzonych, skazanych za kradzieże recydywistów. Do końca istnienia II Rzeczypospolitej w 1939 więzienie w Sanoku podlegało Sądowi Okręgowemu w Jaśle oraz szerzej Sądowi Apelacyjnemu w Krakowie, jako więzienie zwykłe było przeznaczone do odbywania kar więzienia do lat trzech, aresztu do roku oraz dla tymczasowo zatrzymanych i aresztowanych, natomiast posiadało jednocześnie oddział dla niepełnoletnich z przeznaczeniem dla mężczyzn w wieku od 7 do 21 lat i odbywania przez nich kar więzienia do lat trzech. Do 1939 naczelnikiem więzienia był podkomisarz SW Konstanty Tychmanowicz, który po wybuchu II wojny światowej we wrześniu 1939 zaginął podczas ewakuacji więzienia.
W trakcie okupacji niemieckiej placówka pełniła funkcję więzienia sądowego; było to tzw. Samodzielne Więzienie (niem. Selsbtändiges Gefängnis in Sanok) w odróżnieniu od działającego w innych miejscowościach niemieckich zakładów karnych (niem. Deutsche Strafanstalt Reichshof). Wówczas obiekt więzienny stanowił osobny dwupiętrowy budynek położony z tyłu gmachu sądu oddzielony od niego dziedzińcem, zaś od strony południowej był umiejscowiony dziedziniec spacerowy a całość była otoczona murem. Od strony wschodniej był umiejscowiony budynek, połączony z gmachem sądu, mieszczący administrację więzienia, kuchnię, kaplicę oraz celę nr 33. W rogu dziedzińca spacerowego istniała wieżyczka wartownicza. W budynku więzienia kondygnację parterową zajmowały pomieszczenia przeznaczone dla strażników, magazyny broni i amunicji, sale przesłuchań, cela ciemnica i kaźń, pierwsze piętro w połowie stanowiły cele dla kobiet oraz cele dla więźniów kryminalnych, zaś drugie piętro cele dla więźniów tzw. politycznych, podlegających śledztwu gestapo i pozostających w gestii tej służby (cele nr 27–36). Formalnie więzienie funkcjonowało od połowy października 1939, jednak zatrzymanych ewidencjonowano już od 30 września, zaś kilka osób nie wpisanych w rejestr po zatrzymaniu zostało rozstrzelanych na cmentarzu żydowskim w Sanoku 27 października. Funkcję komendanta więzienia pełnili Polak, podkomisarz Józef Grygo od października 1939 do września 1943 (według innego źródła Henryk Grigo), a następnie Adolf Endeward do końca okupacji niemieckiej w Sanoku trwającej do końca lipca 1944 (jego zastępcą był Grygo). Strażnikami i wartownikami byli Polacy i Ukraińcy. Więzienie niemieckie mieściło się wówczas pod adresem Herman Göring Straße 5a. Jako strażnicy pracowali m.in. Mieczysław Chudzik, Piotr Dudycz, Nestor Kiszka (dwaj ostatni byli jednocześnie konspiratorami w ZWZ–AK, ps. „Cezar” i „Neron”).
W grupie pierwszych osób osadzonych w sanockim więzieniu byli tzw. „węgiernicy”, uciekinierzy z terenu okupowanej Polski, usiłujący przedostać się do polskich oddziałów we Francji, których aresztowano podczas próby nielegalnego przekroczenia granicy ze Słowacją lub Węgrami (zatrzymań tychże Polaków dokonywali funkcjonariusze niemieckich służb przy współpracy z osobami narodowości ukraińskiej). Wskutek masowych zatrzymań, liczba osadzonych w więzieniu w Sanoku w kwietniu 1940 wynosiła 619, a pod koniec czerwca 1940 już 1564 osoby wobec przewidzianego limitu 220 osób (w celach przeznaczonych dla 6 osób przebywało ok. 50–60 ludzi). Wobec przepełnienia więzienia władze niemieckie podjęły działania celem rozładowania stanu osadzonych, wywożąc 4 marca 1940 w pierwszym transporcie do Krakowa 29 osób, 12 marca 1940 w drugim transporcie do Krakowa 45 osób, 14 czerwca 1940 kilkudziesięciu Polaków do Tarnowa skierowanych następnie w tzw. pierwszym transporcie więźniów do obozu koncentracyjnego KL Auschwitz. 5 lipca 1940 z więzienia wywieziono grupę skazanych na karę śmierci osób, z których 112 zostało rozstrzelanych przez Niemców na górze Gruszka. W późniejszym czasie nadal kontynuowano transporty więźniów z Sanoka do innych miejsc osadzenia (Tarnów), w tym do obozów zagłady, zaś ostatni z większych z transportów w tym okresie miał miejsce 8 sierpnia 1940, gdy wywieziono 197 do Tarnowa. Ponowne wzmożenie aresztowań i związanych z tym wywózek z więzienia w Sanoku do obozu w Auschwitz nastąpiło w latach 1941–1943. W przeciągu 1942 roku z więzienia zbiegło również ok. 30 zatrzymanych, z których większość została ponownie aresztowana. Transporty więźniów z Sanoka trwały do 1944 (głównie do Tarnowa), a prócz tego więźniowie byli rozstrzeliwani na dziedzińcu samego więzienia oraz w okolicy (cmentarz żydowski, teren pod lasem za strzelnicą w Olchowcach, obszar dworski w Zahutyniu, obóz w Zasławiu). Ostatnia masowa egzekucja więźniów została dokonana 27 lipca 1944 w lesie Hanasiska nieopodal Zasławia, gdzie rozstrzelano 40 osób. Do końca 1940 w księdze głównej więzienia zarejestrowano 1564 aresztowanych, w 1941 liczba wyniosła 2229, a w 1942 podobnie – 2212 osób. W 1942 w więzieniu przybywało ok. 1000 osadzonych. W trakcie okupacji przez więzienie przeszły 9554 osoby, z których ponad 300 została zamordowana w masowych bądź pojedynczych egzekucjach, część zginęła na miejscu, a 1563 osoby wywieziono do niemieckich obozów koncentracyjnych. Więzienie niemieckie w Sanoku stanowiło, obok więzienia w Jaśle, największe nazistowskie miejsce kaźni na Podkarpaciu. Zachowany zbiór akt niemieckiego więzienia w Sanoku ma charakter wyjątkowy z racji niespotykanej kompletności w porównaniu do innych tego typu nazistowskich placówek prowadzonych na ziemiach polskich.
Po nadejściu frontu wschodniego w 1944 więzienie przejęli przedstawiciele władzy powstającej wówczas Polski Ludowej. W 1945 więzienie znajdowało się przy ulicy Tadeusza Kościuszki 5a i według ówczesnej klasyfikacji należało do II klasy, o pojemności 360 więźniów. Więzienie posiadało warsztaty pracy oraz folwark o nazwie „Leśniczówka” zatrudniający w majątku rolnym 50 więźniów. Więzienie otoczone było murem o wysokości 3,9 m, na jego koronie parkan z drutem kolczastym o wysokości 1,2 m. Wokół muru rozmieszczone były 3 stałe posterunki, które w nocy 2 razy na godzinę kontrolował dowódca warty. W razie konieczności odwody stanowiła rezerwa 4 dodatkowych strażników. W maju 1945 roku skład kadry więzienia stanowili: Henryk Grygo – naczelnik, Marcin Drozd – zastępca naczelnika, Andrzej Borowiec – kierownik działu administracyjnego, Tadeusz Kopp – kierownik działu gospodarczego, Józef Nowicki – kierownik działu pracy, Konstanty Nowosielski – lekarz, Antoni Jędrzejowski – sanitariusz, Jan Kurkowski – przodownik, starsi strażnicy: Mieczysław Chudzik i Józef Potocki oraz 18 strażników. W dniu 8 czerwca 1945 grupę więźniów zakładu uwolnił Antoni Żubryd (według innego źródła miał uwolnić dziesięciu członków AK, a wśród uwolnionych miał być Władysław Wiśniowski. W okresie powojennym w więzieniu przetrzymywano Polaków i Ukraińców, przeciwników władzy ludowej.
Od 4 września 1948 do 31 marca 1949 obowiązki naczelnika więzienia sprawował por. Teofil Hazelmajer.

## Areszt Śledczy
Pierwsze polityczne areszty śledcze bezpośrednio po zajęciu miasta przez wojska radzieckie i w początkowych latach Polski Ludowej znajdowały się w podziemiach obecnego oddziału banku Pekao w którym vis-à-vis obecnego sądu i aresztu działało więzienie NKWD, w którym w latach 1944–1947 torturowano działaczy niepodległościowych – członków Armii Krajowej, Narodowej Organizacji Wojskowej, Młodzieży Wielkiej Polski. 8 czerwca 1945 grupę więźniów uwolnił Antoni Żubryd, wśród nich był Władysław Wiśniowski. Takie same zadania przejął na przełomie sierpnia i września 1944 budynek byłej placówki gestapo, w którym mieścił się Powiatowy Urząd Bezpieczeństwa Publicznego, posiadający również własne kazamaty.
Od 1958 więzienie przy ul. Kościuszki 5a zostało zamienione na areszt śledczy. Od 1965 areszt posiada przeznaczenie dla mężczyzn. W latach 80. funkcję naczelnika aresztu pełnił Eugeniusz Dobrowolski. Od 27 września 1989 trwała akcja protestacyjna aresztantów, nazajutrz zawieszona do 11 listopada 1989, zaś od 23 listopada 1989, po obezwładnieniu dwóch funkcjonariuszy Służby Więziennej, aresztanci zajęli III oddział aresztu i prowadzili strajk okupacyjny, trwający do 9 grudnia 1989 (naczelnikiem pozostawał wówczas mjr E. Dobrowolski).
W areszcie zlokalizowane były obwodowe komisje wyborcze nr 22 i 23, do przeprowadzenia wyborów do Sejmu i Senatu w roku 2011, do Parlamentu Europejskiego w roku 2014, w wyborach prezydenckich w roku 2010 i 2015, oraz do wyborów samorządowych.
Areszt Śledczy w Sanoku obsługiwał sądy i prokuratury w Sanoku, Krośnie, Jaśle, Lesku i Brzozowie. W 2016 areszt podlegał Okręgowemu Inspektoratowi Służby Więziennej w Rzeszowie, a do 2018 areszt podlegał dyrektorowi okręgowemu Służby Więziennej w Rzeszowie. Według stanu ze stycznia 2018 w areszcie sanockim przebywało 138 osób osadzonych. Zarządzeniem Ministra Sprawiedliwości z 12 stycznia 2018 Areszt Śledczy w Sanoku został zniesiony z dniem 31 marca 2018.
Nieruchomość po byłym areszcie śledczym miasto Sanok przejęło w ramach zamiany za tereny przy ul. Stróżowskiej. Z dniem 4 sierpnia 2020 w zabudowaniach dawnego aresztu podjął funkcjonowanie Miejski Ośrodek Pomocy Społecznej.

## Więźniowie
28 października 2015 na murze południowym zewnętrznym zabudowań aresztu została odsłonięta tablica upamiętniająca Łukasza Cieplińskiego, osadzonego w sanockim więzieniu podczas II wojny światowej. Inskrypcja brzmi: W tym więzieniu od stycznia do kwietnia 1940 roku był więziony przez Niemców por. Łukasz Ciepliński, późniejszy prezes IV zarządu Głównego Zrzeszenia Wolność i Niezawisłość. Dla upamiętnienia Zarząd Okręgowy Niezależnego Samorządnego Związku Zawodowego Funkcjonariuszy i Pracowników Więziennictwa w Rzeszowie. Października 2015.